# Francesca Civerchia
Francesca Civerchia (Città di San Marino, 18 settembre 1977) è una politica sammarinese, capitano reggente della Repubblica tra l'ottobre 2024 e l'aprile 2025, in coppia con Dalibor Riccardi.

## Biografia

### Istruzione
Nata nel 1977 a San Marino, si è laureata in sociologia della salute e, in seguito, si è specializzata in comunicazione, criminologia, dipendenze patologiche e disabilità.
Lavora dal 2000 come sociologa presso l'Istituto di sicurezza sociale di San Marino, dove è responsabile del servizio disabilità e assistenza residenziale.

### Attività politica
Dal 2013 è iscritta al Partito Democratico Cristiano Sammarinese (PDCS) della cui direzione è membro dal 2019.
Nelle elezioni del 2019 è stata eletta per il PDCS nel Consiglio Grande e Generale ed è stata rieletta nel 2024.
Nel 2021 ha presentato un disegno di legge, approvato con ampia maggioranza nel 2022, per attuare forme di sostegno alle gestanti sole e alle famiglie monogenitoriali in gravi condizioni sociali ed economiche.
Ha fatto parte delle commissione consiliare permanente Igiene e sanità e di quella Affari esteri nonché della commissione consiliare d'inchiesta su presunte responsabilità politiche o società di credito amministrative. Inoltre, ha fatto parte del Consiglio dei XII ed è stata capo delegazione all'Assemblea parlamentare del Mediterraneo.
Insieme a Dalibor Riccardi, è stata eletta capitano reggente per il periodo 1º ottobre 2024 – 1º aprile 2025.

### Vita privata
Ha due figli.